# Dragan Mihailović
Dragan D. Mihailović, slovenski fizik, * 2. marec 1958, Novi Sad, Srbija.

## Življenje in delo
Šolal se je v Birminghamu, Anglija, Ljubljani, Slovenija (O.Š. Vič in Osnovna šola Majde Vrhovnik), Washingtonu, ZDA (McCormick elementary) in v Oxfordu, Anglija (Magdalen College School), kjer je maturiral l. 1975. Leta 1975-76 je kot mladi tehnik delal na Oddelku za atmosfersko fiziko (Department of Atmospheric Physics) na Univerzi v Oxfordu na projektu SAMS satelita Nimbus G (Nimbus 6). Diplomiral je iz fizike na Univerzi v Oxfordu, Anglija (1979) kot član Kolidža Balliol. Doktoriral je leta 1983 na Univerzi v Oxfordu na področju laserske spektroskopije elektronskih faznih prehodov. Kot Flubrightov štipendist se je 1989-90 podoktorsko usposabljal na Univerzi Kalifornije v Santa Barbari, ZDA, pri nobelovcu Alanu J. Heegerju, kjer je večkrat kasneje gostoval in z njim sodeloval na področju fizike polaronov. Leta 1995 je bil gostujoči profesor v Laboratoriju Clarendon, Oddelka za fiziko Univerze v Oxfordu.
Poglavitno področje raziskav, na katerem dela, je fizika faznih prehodov, predvsem v superprevodnikih in drugih elektronsko urejenih sistemov s pomočjo sunkovne laserske spektroskopije. S sodelavci je prvi s časovno ločljivo spektroskopijo raziskal sisteme z valovi gostote naboja, v Jahn-Tellerjevih faznih prehodih in v fulerenih. Prvi je pokazal femtosekundni kvantni simulator na osnovi kolektivnih vzbuditev elektronskih kristalov in prikazal delovanje Groverjevjega algoritma. Z doc. dr. Tomažem Mertljem je prvi objavil časovno razločne meritve na pniktidnih superprevodnikih. S sodelavci je leta 2014 odkril skrito topološko kvantno stanje v elektronskem kristalu pod neravnovesnimi pogoji. V isti snovi je kmalu po tem objavil tudi rekordno hiter spominski element. 
Na področju VTS je z nobelovcem K. A. Müllerjem objavil večje število člankov med letoma 1994 in 2002. Z Viktorjem Kabanovom je objavil temeljno teorijo visokotemperaturne superprevodnosti, ki je v uvodnem članku nobelovcev J. R. Schriefferja (urednika) in K. A. Müllerja (avtorja) navedena kot ključna.
Odmevna dela je objavil tudi na področju nanotehnologije, posebej feromagnetizma v fulerenskih spojinah, kjer je določil mehanizem za feromagnetizem in sodeloval pri odkritju in raziskavi značilnosti nanožic na osnovi molibdena, žvepla in joda.
V Sloveniji je uvedel vrsto novih eksperimentalnih področij; 
- fiziko in kemijo fulerenov,
- molekularno elektroniko in
- fiziko visokotemperaturnih superprednikov.

Na Institutu »Jožef Stefan« je postavil nove laboratorije za kratkočasovno spektroskopijo, nanoelektroniko in časovno ločljivo večtipalno mikroskopijo (multiprobe low-temperature ultrafast STM). 
Od leta 1985 je zaposlen na Institutu »Jožef Stefan«, na položaju znanstveni svetnik. Leta 2002 je ustanovil Odsek za kompleksne snovi, ki ga vodi v četrtem mandatu. Je direktor CO Nanocentra; Centra odličnosti za nanoznanosti in nanotehnologije, ki ga je ustanovil leta 2004. V letih 2010–2020 je bil predsednik znanstvenega sveta Instituta "Jožef Stefan", 2016–2020 pa tudi Društva matematikov, fizikov in astronomov Slovenije (DMFA). Leta 2021 je bil izvoljen za izrednega člana SAZU. 
Do leta 2016 je objavil skupaj več kot 280 objav v SCI-indeksiranih revijah, od tega skupaj 10 v revijah Science (4) in Nature (6).
Njegov oče je bil Miodrag V. Mihailović, mati pa Mirjana Mihailović (Pušić), oba fizika.

## Priznanja
Leta 2002 je dobil Zoisovo nagrado za vrhunske znanstvene dosežke, l. 1989 Fulbrightovo štipendijo, l.1988 je bil izvoljen za "Honorary member of the High Table", Christ Church College, Oxford, Anglija. Leta 1986 je dobil nagrado Sklada Borisa Kidriča. Leta 2012 je kot prvi v Sloveniji dobil subvencijo evropskega raziskovalnega sveta (ERC Advanced grant) za vrhunske raziskovalce na področju raziskav faznih prehodov v času s pomočjo femtosekundne spektroskopije.